# Atractoscion
Atractoscion vormt een geslacht van baarsachtige vissen uit de familie van de ombervissen (Sciaenidae). 

## Soorten
Volgens Fishbase worden de volgende twee soorten in dit geslacht ingedeeld:
- Atractoscion aequidens  (Cuvier, 1830) – Geelbek
- Atractoscion atelodus  (Günther, 1867)
- Atractoscion macrolepis  (Song, Kim & Kang, 2017)
- Atractoscion microlepis  (Song, Kim & Kang, 2017)
- Atractoscion nobilis  (Ayres, 1860)